# Петричевић
Петричевић је српскохрватско презиме, патроним настао од Петрич, умањеница од Петар. Познате особе са овим презименом су:
- Звонко Петричевић (1940-2009), хрватски кошаркаш
- Ивана Петричевић (рођена 1974), црногорска политичарка
- Сузана Петричевић (рођена 1959), српска глумица